# Glassworks
Glassworks é uma música de câmara minimalista de Philip Glass composta em 1981. Foi uma tentativa de sucesso de Philip Glass de criar uma música mais orientada ao estilo popular, mais breve e acessível para gravação em estúdio.

## Movimentos
1. Opening
2. Floe
3. Islands
4. Rubric
5. Façades (criada para o filme Koyaanisqatsi, mas não utilizada)
6. Closing